# Pełczyn (gromada)
Pełczyn (do 30 XII 1961 Stęszów) – dawna gromada, czyli najmniejsza jednostka podziału terytorialnego Polskiej Rzeczypospolitej Ludowej w latach 1954–1972.
Gromady, z gromadzkimi radami narodowymi (GRN) jako organami władzy najniższego stopnia na wsi, funkcjonowały od reformy reorganizującej administrację wiejską przeprowadzonej jesienią 1954 do momentu ich zniesienia z dniem 1 stycznia 1973, tym samym wypierając organizację gminną w latach 1954–1972.
Gromadę Pełczyn z siedzibą GRN w Pełczynie utworzono 31 grudnia 1961 w powiecie wołowskim w woj. wrocławskim w związku z przeniesieniem siedziby GRN gromady Stęszów ze Stęszowa do Pełczyna i zmianą nazwy jednostki (zwiększonej tego samego dnia o wsie Wróblewo, Miłcz, Smogorzów Wielki i Smogorzówek) na gromada Pełczyn. Dla gromady ustalono 23 członków gromadzkiej rady narodowej.
1 stycznia 1972 gromadę zniesiono, a jej obszar włączono do gromady Wołów, oprócz wsi Smogorzów Wielki i Smogorzówek, które włączono do gromady Wińsko w tymże powiecie.